# Run–DMC
 (juillet 2015).
Si vous disposez d'ouvrages ou d'articles de référence ou si vous connaissez des sites web de qualité traitant du thème abordé ici, merci de compléter l'article en donnant les références utiles à sa vérifiabilité et en les liant à la section « Notes et références ».
Run–DMC est un groupe américain de hip-hop, originaire du quartier d'Hollis, dans l'arrondissement du Queens, à New York. Formé dans les années 1980, il s'agit d'un groupe précurseur du rap hardcore. Le groupe n'est plus actif depuis 2002 en raison de la mort de Jam Master Jay. Run–DMC est un groupe qui a fait évoluer le rap au fil des années. Il est le premier groupe de rap récompensé, le premier à passer sur MTV et surtout le premier à se faire un nom auprès du grand public qui le considère comme un groupe incontournable des années 1980.
En 2007, Run–DMC est nommé dans la catégorie « meilleur groupe de rap de tous les temps » par MTV, et « meilleur groupe de hip-hop de tous les temps » par VH1. Il lance également la mode vestimentaire de la rue et influence toute une génération grâce à ses codes vestimentaires.

## Histoire

### Débuts
Les trois membres du groupe, originaires de Hollis dans le Queens, à New York, sont tous issus de familles de classe moyenne. Run (Joseph Simmons) est le frère du cofondateur de la major Def Jam, Russell Simmons. Quand Run était encore à l'école, l'aîné Russell se faisait une réputation dans New York en organisant des shows, avant de devenir manager. C'est lorsque Russell bâtit sa première major à Harlem qu'il rencontre Kurtis Blow. Voyant son grand frère et Kurt bien s'entendre, Joe les suit et devient le DJ de Kurtis Blow, prenant alors le pseudonyme de « Run » pour « running at the mouth ». En parallèle, Run partage ses performances live avec des amis du quartier dont Darryl McDaniels, fils d'un ingénieur et d'une infirmière. Joe contraint Darryl à faire un show avec lui dans un club à Hollis. À ce moment-là, Joe lui passe le micro et lui dit « Vas-y, rappe pendant une heure ! ». Darryl remplit sa tâche et fait dorénavant équipe avec Joe. Les deux compères entrent à l'université : LaGuardia Community College pour Run où il étudie les sciences, et St. John's University pour DMC. Ils y découvrent un autre ami en la personne de Jason Mizell alias DJ Jam Master Jay pour compléter le trio.
En 1983, ils enregistrent leur tout premier single, It's Like That, sur le label discographique indépendant Profile. Lorsque le maxi vinyle sort, il est tellement acclamé par les B-boys locaux qu'il devient un hymne à travers le pays. La face B, Sucker MC's, avec son beat peu commun à cette époque et son modèle avancé de rimes est considéré par beaucoup d'aficionados du hip-hop comme étant le premier rap hardcore de l'histoire. En résulte l'année suivante la sortie d'un premier album du même nom. Russell Simmons forme Def Jam avec le producteur Rick Rubin. Ils signent alors la première tournée nationale de rap, le Fresh Fest, engageant Run–DMC, mais également Newcleus, Whodini et UTFO. Les membres de Run–DMC, vêtus de chapeaux noirs, jeans noirs et Adidas noires et blanches, y font grande impression et marquent l'esprit des jeunes découvrant le rap pour la toute première fois. Les singles, Rock Box et King of Rock, sont diffusés sur MTV et Run–DMC devient rapidement l'un des premiers groupes de rap à marquer un tournant dans l'histoire.

### Consécration
Le second album, King of Rock, sort en 1985. Certifié disque d'or cinq mois après sa sortie, il contient des tubes tels que You Talk too Much ou Can You Rock It Like This. Il comprend des paroles écrites par un invité mystère du nom de LL Cool J, seulement âgé de 16 ans. Victime d'un succès croissant, Run–DMC participe au concert Live Aid de Bob Geldof. C'est le premier groupe de rap à y contribuer, tout comme pour la chanson Sun City, composée par des artistes opposés à la ségrégation raciale (Artists United Against Apartheid).
En 1986, le groupe fait une apparition dans le film Krush Groove, aux côtés des Beastie Boys. La mauvaise publicité qui en découle n'empêche pas l'enregistrement de leur troisième album, Raising Hell. Classé numéro trois au Billboard 200 avec trois millions de copies écoulées, c'est l'album le mieux vendu à cette époque et surtout le premier album rap à être certifié disque de platine. Il contient les singles My Adidas ou encore le légendaire Walk This Way, audacieux remake de l'original d'Aerosmith. Ce dernier participe au rétablissement de la carrière d'Aerosmith. Ce titre inspirera le style de groupes tels que les Red Hot Chili Peppers. En 1988, lors d'une interview dans l'émission Envoyé spécial, on apprend que le groupe devait enregistrer un titre avec Michael Jackson. Run–DMC raconte l'avoir rencontré avec son singe Bubbles, mais à l'époque le groupe était en tournée et ne souhaitait pas « se donner la peine d'enregistrer un titre avec la star de la pop » car « il s'en foutait ».
Une tournée à travers les États-Unis propulse les membres du groupe au rang de stars mais, paradoxalement, provoque une vague de violence incontrôlable. On peut ainsi assister à un conflit en plein spectacle opposant les deux fameux gangs de Los Angeles, les Crips et les Bloods. Environ quarante personnes sont blessées lors de la fusillade qui éclate pendant un concert au Long Beach Arena. Cet incident fait la une des médias et cause de nombreux troubles au sein du groupe. On reproche à Run–DMC, tout comme au rap en général, d'inciter à la violence, leur valant une réputation qui a toujours plus ou moins terni l'ensemble de la communauté hip-hop.

### Changement et déclin

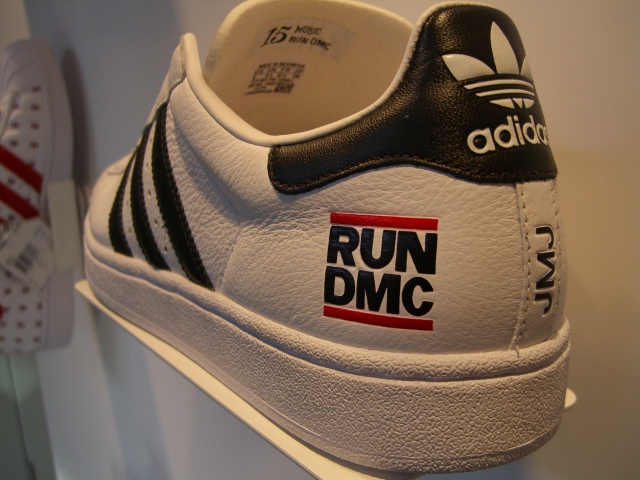
Paires de baskets Adidas siglées Run DMC.

Toujours en 1988, le deuxième film du groupe, Tougher Than Leather, sort dans les salles de cinéma avec un album du même nom à l'appui. Néanmoins, la popularité du groupe diminue car le public hip-hop se tourne vers des groupes plus engagés politiquement tels que Public Enemy. En 1990, Run–DMC publie son cinquième album, Back From Hell, mais celui-ci est une grande déception pour le groupe. Il entre alors dans une période de crise voyant DMC tomber dans l'alcoolisme et Run être accusé à tort de viol.
Les trois membres du groupe laissent toutes ces mauvaises péripéties derrière eux, se tournent vers la religion (Joseph Simmons devient pasteur pentecôtiste) et font un retour fracassant en 1993 avec Down with the King, certifié disque d'or. Cet album, en partie produit par Pete Rock et invitant CL Smooth à faire ses débuts, tape un grand coup dans la fourmilière en déclarant au New York Times : « comme le hip-hop est là pour rester, Run–DMC suit le mouvement »[réf. nécessaire]. Le groupe renoue donc avec le succès. Cette année-là, il participe également à la bande originale du film Le Jugement de la nuit avec le groupe de rock fusion Living Colour.
C'est après un long break de presque huit ans que les membres du groupe se retrouvent en 2001 pour offrir un tout nouvel album intitulé Crown Royal. On y découvre[style à revoir] un groupe différent, plus mûr, parlant de sujets moins percutants que ceux qu'ils avaient l'habitude de traiter dans leurs précédents albums. Une rumeur circule au sujet de DMC qui serait susceptible de quitter le groupe mais elle est démentie par Run dans le magazine The Source. L'album comprend des participations de Method Man, Ol' Dirty Bastard, Fat Joe, Sugar Ray, Kid Rock et Everlast.
Le 30 octobre 2002, Jam Master Jay est abattu dans un studio d'enregistrement du Queens. Âgé de 37 ans, Jay entre dans le panthéon des personnalités du rap assassinées. Des nombreuses stars sont présentes aux funérailles du défunt et de nombreuses donations sont faites à sa famille. Cette tragédie entraîne la mort du groupe qui souhaitait d'ailleurs enregistrer un album pour ses 20 ans. Le 6 novembre 2002, Joseph « Run » Simmons annonce lors d'une conférence de presse qu'il ne voit qu'une issue pour le groupe, d'en rester là : « Nous avons commencé à trois et souhaitons que l'héritage de Run–DMC reflète toujours cette identité sous forme de trio ».

## Postérité
Eminem avoue que le groupe l'a beaucoup inspiré, que c'est grâce à lui qu'il s'est mis au rap et que Marshall Mathers est devenu Eminem. C'est d'ailleurs lui qui introduira leur accession au Rock and Roll Hall of Fame à Cleveland en avril 2009. Jam Master Jay est aussi connu pour avoir « transformé » Curtis Jackson en 50 Cent en le rendant célèbre. Il l'a guidé et façonné jusqu'à ce qu'il devienne ce qu'il est.

## Contrat publicitaire
Les membres de Run–DMC sont les premiers non sportifs à avoir conclu un contrat avec la célèbre firme sportive Adidas pour 1 000 000 $. Ils feront même un hymne aux sneakers qu'ils portent constamment avec leur énorme tube, My Adidas.
Une Adidas Superstar 80's × Run DMC est sortie le 11 novembre 2011 à l'occasion des 25 ans de la chanson My Adidas.

## Apparitions

### Télévision
- Dans le documentaire Sneakers : le culte des chaussures, ils sont consultants et sont décrits par leurs homologues (Voir vidéo à partir de 8 min 25 s).
- Dans la série Tout le monde déteste Chris, Chris a pour groupe préféré Run–DMC. Dans le premier épisode de la première saison, à 12 secondes, on peut voir Chris habillé comme Darryl McDaniels puis, vers 2 min 10 s, la musique de fond est It's Like That. Dans un autre épisode (épisode 13, saison 2), il imite ses idoles sur « Rock Box » et il a un poster de ces derniers accroché dans sa chambre. Aussi dans l'épisode 16 de la saison 3, intitulé Tout le monde déteste les pompes funèbres, Chris a des billets pour aller voir Run–DMC en concert, ce qui constitue au passage la trame principale de l'épisode. Chris déclare dans l'épisode 8 de la saison 4 avoir pour groupe préféré Run–DMC. Également dans l'épisode 13 de la saison 4 Chris se fait une fausse carte d'identité où il est écrit J.Simmons, en hommage à Rev' Run. Et fait rare, à la fin de cet épisode la voix off ne dit pas Everybody Hates Chris mais Everybody Hates Gene (Pour Gene, le nom que Chris a mis sur sa carte d'identité). Enfin, dans l'avant dernier épisode de la série (épisode 21, saison 4), c'est le tube You Talk Too Much qui passe. Grâce à tous ces éléments, nous pouvons donc imaginer que Chris Rock, le créateur de la série inspiré de son adolescence, avait pour groupe préféré Run-DMC étant jeune[Interprétation personnelle ?]. Dans l'un des épisodes, la voix-off déclare : « Pendant que mon père trouvait son Russell Simmons personnel [...] » (Frère de Joseph Simmons, manager et  fondateurs de Run–DMC).[réf. nécessaire]. On peut donc voir que dans la culture populaire des États-Unis et en particulier des New-yorkais, ce nom est symbole de réussite et de richesse.
- Dans un épisode d'American Dad!, Roger l'extraterrestre veut un tee-shirt Jay Master Jay en échange d'un service.
- Dans le premier épisode de la saison 4 de Skins, le patron de la boîte de nuit a un tee-shirt Run–DMC encadré dans son bureau.

### Cinéma
- Dans Piège de cristal, la première musique du film (à environ 7 minutes) est Christmas in Hollis.
- Dans le film Astérix aux Jeux Olympiques, la musique du générique de fin est un remix de It's Like My Bodyrox.
- Le thème musical du film SOS Fantômes 2 sorti en 1989, est produit et enregistré par le groupe.
- Dans The Lost Boys, teen movie de 1987 (non-présente dans la Bande Originale)
- Dans Trainspotting 2
- Ils apparaissent dans Who's the Man? de Ted Demme sorti en 1993.

### Musique
- Dans Empire State of Mind de Jay-Z et Alicia Keys, Jay-Z dit : « Attrape moi dans la cuisine comme une Simmons qui s'occupe des gâteaux » (Catch me in the kitchen like a Simmons whipping pastry). Il s'agit d'une référence aux filles de Joseph Simmons, Vanessa et Angela qui ont lancé leur propre marque de chaussures « Pastry Footwear », inspirées par leurs gâteaux préférés, d'où le lien avec la cuisine. Et au passage un petit hommage à l'un des groupes pionniers du rap de la scène New-yorkaise.
- Dans Actin' Up de French Montana, Wale et Meek Mill, ce dernier chante : « Parce que je dirige mon business, comme Edgerrin ou mieux encore comme Rev ». Nous comprenons donc qu'ils déclare faire beaucoup d'argent comme Edgerrin James (joueur de football américain, il fut désigner Rookie of the year en 1999), en fait non, mieux, comme Rev' Run (Joseph Simmons)

### Publicité
- Ils sont présents dans la publicité Adidas, All'house party di adidas Originals, avec d'autre artistes et des sportifs (David Beckham, Katy Perry, Estelle, Kevin Garnett, Young Jeezy, Missy Elliot, Jin Au-Yeung, Method Man, Redman[10],[11]).
- It's Like That figure dans une publicité pour Fanta de 2011.

### Jeux vidéo
- 1999 : King of Rock dans Thrasher : Skate and Destroy
- 1999 : Don't Stop dans NBA Live 2000
- 2001 : It's Tricky dans SSX Tricky
- 2002 : Rock Box dans Grand Theft Auto: Vice City
- 2006 : It's Like That et  My Adidas dans Grand Theft Auto: Vice City Stories
- 2008 : Sucker MC's dans Saints Row 2
- 2008 : Rock Box dans Shaun White SnowBoading
- 2015 : It's Tricky dans WWE2K16

## Discographie

### Albums studio
- 1984 : Run–DMC
- 1985 : King of Rock
- 1986 : Raising Hell
- 1988 : Tougher Than Leather
- 1990 : Back from Hell
- 1993 : Down with the King
- 2001 : Crown Royal

### Compilations
- 1991 : Together Forever: Greatest Hits 1983–1991
- 2002 : Greatest Hits
- 2003 : Ultimate Run–DMC

### Album live
- 2007 : Live at Montreux 2001